# Philander melanurus
Philander melanurus is een zoogdier uit de familie van de opossums (Didelphidae). De wetenschappelijke naam van de soort werd voor het eerst geldig gepubliceerd door Oldfield Thomas in 1899.

## Taxonomie
De soort werd tot 2018 als een ondersoort van Philander opossum gerekend, maar werd op basis van genetisch en morfometrisch onderzoek tot aparte soort verheven. De ondersoort Philander opossum fuscogriseus bleek een synoniem voor deze soort.

## Voorkomen
De soort komt voor ten westen van de Andes in Colombia, Ecuador, Panama en waarschijnlijk ook in Costa Rica.